# Fantu Magiso
Manedo Fantu (Fantu) Magiso (9 juni 1992), is een Ethiopische atlete, gespecialiseerd in de langere sprintafstanden en de 800 m. Ze is meervoudig Ethiopisch recordhoudster.

## Biografie

### Juniorentijd
Magiso kwam op in 2010, waar ze bij de Afrikaanse kampioenschappen meedeed aan de 200 m. In de halve finale verbeterde zij er haar persoonlijke record en het Ethiopische record voor zowel junioren als senioren tot 24,45 s. Dit was echter niet genoeg voor een finaleplek. Ze nam ook deel aan de estafettes op de 4 x 100 en de 4 x 400 m. Op beide afstanden werd het nationale record verbeterd, maar de tijden waren niet snel genoeg voor een podiumplek. 
Een jaar sleepte Fantu Magiso haar eerste internationale titel in de wacht: ze werd Afrikaans juniorenkampioene op de 400 m in 52,09. Deze tijd was zes honderdste van een seconde boven het nationale record dat ze enkele maanden ervoor liep tijdens de nationale kampioenschappen. Ze werd tevens tweede op de 200 m en derde op de 4 x 400 m estafette. Later dat jaar debuteerde ze bij de wereldkampioenschappen in Daegu, waar ze zowel meedeed aan de 400 als de 800 m. Op beide onderdelen bereikte ze de halve finale. De 800 m liep ze daar voor het eerst onder de 2 minuten: wederom een nationaal record. Dit was echter niet genoeg voor de finale. Het jaar sloot ze af door bij de Afrikaanse Spelen naar de tweede plek te snellen op de 800 m.

### Richting absolute wereldtop
Al een aantal maanden na haar successen van 2011 liet Magiso zien dat ze voor de Olympische Spelen van Londen als serieuze finale- en medaillekandidate kan worden gezien op de 800 m, waar ze zich sinds 2012 vooral op richt. Bij de wereldindoorkampioenschappen werd ze eerste in de series, maar eindigde in de finale net buiten het podium. Tijdens het baanseizoen, bij een aantal wedstrijden van de Diamond League, wist ze te overtuigen door meerdere malen onder de 1.58 te lopen, met als sterkste wapenfeit de Golden Gala in Rome, waar ze olympisch- en wereldindoorkampioene Pamela Jelimo verrassend wist te verslaan. Een aantal dagen voor haar olympische deelname moest ze zich echter afmelden vanwege een blessure die ze opliep tijdens de training.

### Uitschakeling in series
Fantu Magiso kon in 2013 tijdens het baanseizoen niet evenveel indruk maken als in 2012. Ze liep dat seizoen niet onder de twee minuten op de 800 m, alhoewel ze daar bij de Bislett Games wel in de buurt kwam met een tijd van 2.00,25. Deze tijd was genoeg voor een B-limiet voor de wereldkampioenschappen van Moskou. In Moskou was ze niet succesvol: ze eindigde in haar serie als vierde, waar de eerste drie kwalificatie voor de halve finales afdwongen. 
Magiso bleef in zowel het indoorseizoen als het outdoorseizoen van 2014 ver verwijderd van haar topprestaties van haar eerdere jaren. Haar beste indoortijd van dat jaar op de 800 m zette ze bij de Flanders Indoor Meeting in Gent. Ze moest hier de meeste deelneemsters achter zich laten en liep 2.09,20. Hetzelfde gold voor de Meeting International Mohammed VI d'Athlétisme de Rabat, waar ze haar beste seizoenstijd neerzette. Ze liep bijna negen seconden langzamer dan haar persoonlijke record, 2.06,26.

## Titels
- Ethiopisch kampioene 400 m - 2011[3]
- Afrikaans juniorenkampioene 400 m - 2011

## Persoonlijke records
Outdoor
| Onderdeel | Prestatie           | Datum         | Plaats      |
| --------- | ------------------- | ------------- | ----------- |
| 200 m     | 23,90 s (nat. rec.) | 15 mei 2011   | Gaborone    |
| 400 m     | 52,03 s (nat. rec.) | 14 maart 2011 | Addis Abeba |
| 800 m     | 1.57,48 (nat. rec.) | 9 juni 2012   | New York    |

Indoor
| Onderdeel | Prestatie | Datum         | Plaats    |
| --------- | --------- | ------------- | --------- |
| 800 m     | 2.00,30   | 11 maart 2012 | Istanboel |

## Palmares

### 200 m
- 2010: 10e Afrikaanse kamp. - 24,45 s
- 2011:  Afrikaanse juniorenkamp. - 23,90 s

### 400 m
- 2011:  Ethiopische kamp. - 52,53 s
- 2011:  Afrikaanse juniorenkamp. - 52,09 s
- 2011: 23e WK - 53,41 s

### 800 m
Kampioenschappen
- 2011: 10e WK - 1.59,17
- 2011:  Afrikaanse Spelen - 2.03,22
- 2012: 4e WK indoor - 2.00,30
- 2012: DNS serie OS
- 2013: 20e WK - 2.01,11

Diamond League-podiumplekken
- 2012:  Qatar Athletic Super Grand Prix – 1.57,90
- 2012:  Golden Gala – 1.57,56
- 2012:  Adidas Grand Prix – 1.57,48
- 2013:  Sainsbury’s Grand Prix – 2.01,12

### 4 x 100 m
- 2010: 4e Afrikaanse kamp. - 46,46 s

### 4 x 400 m
- 2010: 5e Afrikaanse kamp. - 3.40,44
- 2011:  Afrikaanse juniorenkamp. - 3.39,82